# Signe Hornborg
Signe Ida Katarina Hornborg, född 8 november 1862 i Åbo, död 6 december 1916 i Helsingfors, var en finländsk arkitekt.
Hornborg fick läsa vid Polytekniska institutet i Helsingfors på dispens och utexaminerades 1890, vilket gör henne till Finlands och världens första officiella kvinnliga arkitekt med akademisk examen.

## Biografi
Som biskopsdotter gick hon på Helsingfors yrkeshögskola från våren 1888. Hornborg tog arkitektexamen 1890 med särskilt tillstånd, eftersom kvinnliga elever inte antogs till skolan. Efter att först ha inlett ett aktivt samarbete med Elia Heikel och ett långt samarbete med Lars Sonck. Hon drev även egen verksamhet. 
Ett av hennes mest anmärkningsvärda verk är Signelinna (även känd som Nerwanderin talo eller Nerwander House) i Björneborg (1892). Hon ritade också utsidan av Hyreshuset Sepänkatu (1897) i Helsingfors, eftersom det inte ansågs rätt för kvinnor att rita hela byggnader i en tid då arkitektur var ett mansyrke.
Hornborg arbetade i nationalromantisk stil och bidrog även till projekteringen av brandkårsbyggnaden i Fredrikshamn, utan att begära betalning. Hon ritade bland annat bostadshuset vid Smedsgatan 1 i Helsingfors. och  i samma stad – de två sistnämnda numera rivna. Hon arbetade också med kommunala byggnader för fattiga barn, som Arbetshemmet för barn i Helsingfors (numera rivet).

## Verk i urval
- Nerwanderska huset i Björneborg, 1892
- Fredrikshamns brandkårshus
- Bostadshuset Smedsgatan 1 i Helsingfors, 1897 (rivet)
- Arbetshemmet för barn i Helsingfors, för Fanny Palmén (rivet).

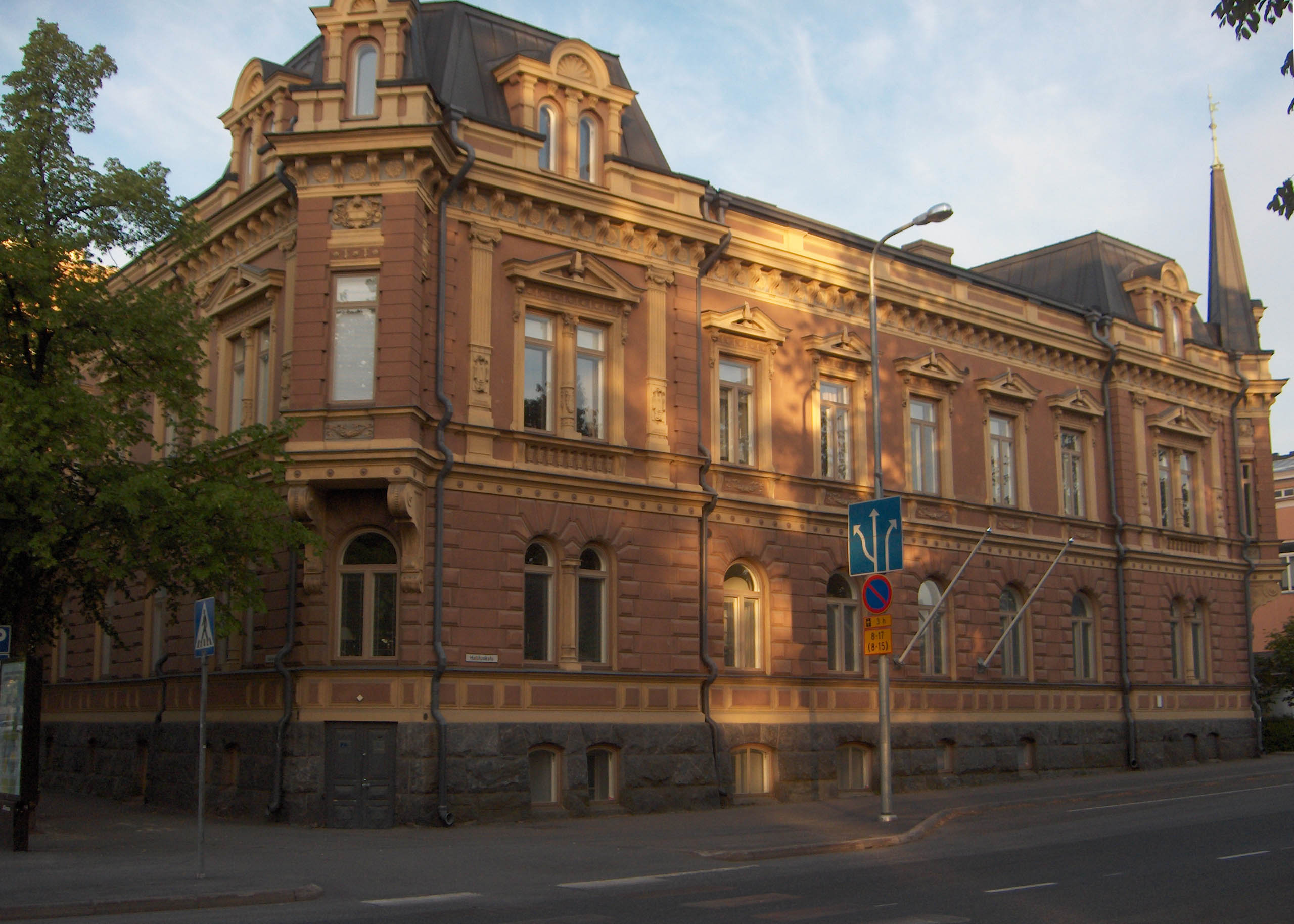
Nerwanderska huset i Björneborg.